# دينيس كولينز (لاعب كرة قدم أسترالية)
دينيس كولينز (بالإنجليزية: Denis Collins)‏ هو لاعب كرة قدم أسترالية أسترالي، ولد في 17 مايو 1953 في Braybrook, Victoria ‏ في أستراليا، وتوفي في 31 أغسطس 2011 في Hyden, Western Australia ‏ في أستراليا بسبب نوبة قلبية.

## وصلات خارجية
- دينيس كولينز على موقع AustralianFootball.com (الإنجليزية)
- دينيس كولينز على موقع AFLtables.com (الإنجليزية)